# مستطيل الإحاطة الأصغر

مجموعة من الأشكال الهندسية يلفها مستطيل إحاطة أصغر

مستطيل الإحاطة الأصغر (MBR)، والذي يُعرف أيضًا باسم مربع الإحاطة أو المظروف هو أقصى امتدادات لشكل ثنائي الأبعاد (مثل نقطة وخط مستقيم ومضلع)، أو مجموعة من الأشكال داخل النظام الإحداثي ثنائي الأبعاد (س وص) الخاص بها، أي بمعنى آخر، القيمة العظمى (س) والقيمة الصغرى (س) والقيمة العظمى (ص) والقيمة الصغرى (ص). ويعد مستطيل الإحاطة الأصغر النموذج ثنائي الأبعاد من صندوق الإحاطة الأصغر.
تستخدم مستطيلات الإحاطة الصغرى كثيرًا في إشارة إلى الموضع العام لأية خاصية أو مجموعة بيانات هندسية، من أجل أغراض الإظهار، أو الاستعلامات الحيزية التقريبية الأولية، أو الفهرسة الحيزية.
تعتمد درجة كفاية استعلام «المستطيلات المتداخلة» بناءً على مستطيلات الإحاطة الصغرى (أو بعبارة أخرى قدرتها على إنتاج عدد منخفض من «الاضطرابات ذات الطبيعة الإيجابية الزائفة») على مقدار ما تشغله أو تملؤه الأشكال الحيزية من مستطيل الإحاطة الخاص بها. وفي حالة انشغال مستطيل الإحاطة بشكلٍ كامل أو تقريبي (على سبيل المثال، من الطبيعي لورقة رسم يحدها محور الطول والعرض أن تملأ بالكامل مستطيل الإحاطة الأصغر الخاص بها في نفس المساحة الإحداثية التي يشغلها المستطيل)، فيصبح في هذه الحالة اختبار «المستطيلات المتداخلة» موثوقًا بالكامل لاستخدامه في هذا الشكل أو الأشكال الحيزية المشابهة له. وبمعنى آخر، إذا كانت مجموعة البيانات التي يصفها مستطيل الإحاطة الأصغر تتكون من خط قطري واحد، أو من عدد صغير من النقاط المنفردة (رقع البيانات)، فعندها يصبح معظم مستطيل الإحاطة الأصغر فارغًا، ويزداد بشدة عدد النتائج الإيجابية الزائفة الناتجة عن اختبار «المستطيلات المتداخلة». تعد نظم الاستعلامات الحيزية الموجزة والتمثيل البياني (c-squares) إحدى الطرق لمعالجة المشكلة السابقة، ومشكلة رقع البيانات على وجه الخصوص.
تعد كذلك مستطيلات الإحاطة الصغرى مقومًا أساسيًا في نظم الشجرة ذات الشكل R (R-tree) في الفهرسة الحيزية.

## مستطيلات الإحاطة الصغرى في البيانات الوصفية الحيزية
تتم كذلك الاستعانة بمستطيلات الإحاطة الصغرى (تستخدم كثيرًا كـ«مربع إحاطة» أو «إحداثيات إحاطة»)، بفضل اتسامها بالسهولة في التعبير واستخدامها في البحث، كمعايير للبيانات الوصفية الجغرافية الحيزية، أي البيانات الوصفية التي تصف الأجسام الحيزية أو الهندسية، ومن الأمثلة على ذلك صندوق مبادرة دوبلين كور للبيانات الوصفية (DCMI Box) وهو امتداد لمشروع دوبلين كور للبيانات الوصفية، وكذلك «إحداثيات الإحاطة» في نموذج اللجنة الأمريكية الفيدرالية للبيانات الجغرافية (FGDC) المعياري للبيانات الوصفية، و«صندوق الإحاطة الجغرافي» في معيار الأيزو رقم 19115 للبيانات الوصفية فيما يخص المعلومات الجغرافية (الأيزو/اللجنة التقنية 211، القائم منذ سنة 2003 حتى اليوم. وتعد مستطيلات الإحاطة الصغرى كذلك (كمربع إحاطة) أحد عناصر لغة الترميز الجغرافية (GML)، والتي تُستخدم داخل نطاق مواصفات خدمات الشبكة التي تحددها أوبن جيوسباتيال كونسورتيوم (OGC). تظهر مستطيلات الإحاطة الصغرى كنوع البيانات «المظروف GM»، في مشروع الأيزو رقم 19170 للرسوم البيانية الحيزية (الأيزو/اللجنة التقنية 211)، والذي أعادت استخدامه عملية المظروف () على الجسم GM رئيسي الطبقة.
توجد على شبكة الإنترنت العديد من المقالات التي تتناول مفهوم مستطيلات الإحاطة الصغرى، منها مقال وجلاس أر كالدويل «سبر أغوار صندوق الإحاطة» ، و«واجهات البحث في قواعد البيانات الجغرافية والإسقاط الاستوائي الأسطواني متساوي الأبعاد»  وكتبه روس إس سويك وكينيث دبليو نوليز، كذلك يجدر تفحص القسم الخاص «بالبحث» على موقع طرق الجغرافية الحيزية (Geospatial Methods)، كما يجدر أيضًا الاطلاع على وثائق قواعد البيانات محدودة النطاق المتاحة، مثل.

## وصلات خارجية
- Geospatial Methods website